# Assedio di Fort St. Jean
L'assedio di Fort Saint-Jean venne condotto dal generale statunitense Richard Montgomery al forte Saint-Jean nella provincia britannica del Québec, durante la guerra d'indipendenza americana. L'assedio durò dal 17 settembre al 3 novembre 1775.
Dopo diverse false partenze ad inizio settembre, l'Esercito Continentale organizzò un assedio al forte Saint-Jean. Colpiti dalle malattie, dal clima avverso e dai problemi logistici, gli americani posizionarono delle batterie di mortai che furono in grado di penetrare le difese del forte, ma i difensori, che erano ben armati ma privi di viveri e altri rifornimenti, persistettero comunque nella loro difesa, credendo che l'assedio sarebbe stato spezzato dalle forze in arrivo da Montréal del generale Guy Carleton. Il 18 ottobre, il vicino forte Chambly cadde e, il 30 ottobre, un tentativo di salvataggio del generale Carleton venne sventato. Quando questa notizia giunse ai difensori di Saint-Jean, in combinazione con una nuova batteria di cannoni americani, i britannici capitolarono, arrendendosi il 3 novembre.
La caduta del forte Saint-Jean aprì la strada agli americani per Montréal, che si arrese senza combattere il 13 novembre. Il generale Carleton fuggì dalla città e si diresse a Québec City per preparare le difese della città.

## Gli antefatti
Il forte Saint-Jean era a guardia dell'accesso alla provincia del Québec, sul fiume Richelieu, all'estremità settentrionale del lago Champlain. Quando Benedict Arnold ed Ethan Allen catturarono il forte Ticonderoga e poi attaccarono il forte Saint-Jean, nel maggio 1775, la città di Québec fu raggiunta da una guarnigione di 600 soldati, alcuni dei quali furono distribuiti per tutta la provincia.

### I preparativi dell'Esercito Continentale
L'invasione del Québec cominciò quando circa 1 500 soldati, sotto il comando di Philip Schuyler, arrivarono all'indifesa Île-aux-Noix, sul fiume Richelieu, il 4 settembre 1775. Il 6 settembre, gli americani cominciarono a dirigersi verso il forte Saint-Jean, distante appena 16 km. L'esercito era inizialmente composto da miliziani dalla Provincia di New York e dalla Colonia del Connecticut, sotto il comando del generale Richard Montgomery che prese il comando al posto di Schuyler il 16 settembre poiché questo era troppo ammalato per continuare la campagna.

### L'organizzazione delle difese britanniche
Quando Arnold e i suoi uomini effettuarono il raid sul forte Saint-Jean, dopo aver preso il forte Ticonderoga, questo era già in fase di preparazione per difendersi da un possibile attacco da sud. Quando la notizia del raid raggiunse Montréal, 140 uomini, sotto il comando di Charles Preston furono immediatamente inviati a difendere il forte. Altri 50 miliziani canadesi furono reclutati a Montréal, il 19 maggio, e inviati anch'essi al forte.

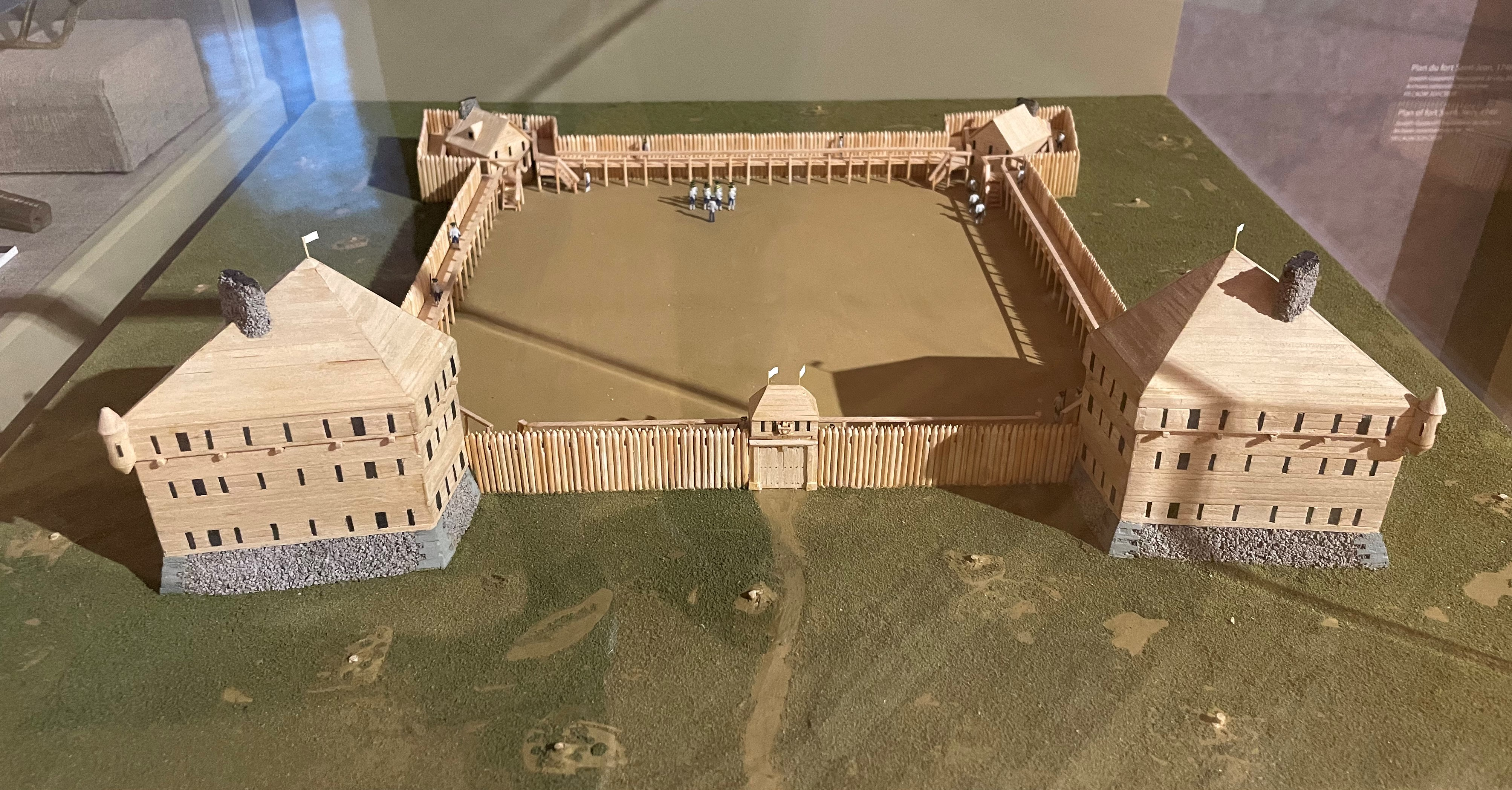
Una mappa del forte negli anni cinquanta del 1748; probabilmente nel 1775 era diverso da come rappresentato

Quando Moses Hazen, il messaggero che aveva portato le notizie del raid di Arnold, raggiunse Québec City e confermò al governatore britannico, e generale, Guy Carleton dell'attacco appunto di Arnold, il comandante immediatamente inviò altre truppe dal suo comando e da Trois-Rivières al forte. Carleton stesso andò a Montréal il 26 maggio per sovrintendere alla preparazione delle difese della provincia che decise di concentrare sul forte Saint-Jean, poiché si trovava sulla più probabile strada che avrebbero percorso gli invasori.
Quando gli americani giunsero a Île-aux-Noix, il forte Saint-Jean era già difeso dai 750 uomini, al comando del maggiore Preston. La maggior parte di questi erano truppe regolari del 7º e del 26º Reggimento Fanti, più i cannoni della Royal Artillery. Vi erano inoltre 90 miliziani locali e 20 membri dell'84º Reggimento Royal Highland Emigrants del colonnello Allen Maclean, veterani della guerra franco-indiana. Un distaccamento di nativi, probabilmente Caughnawaga di un vicino villaggio, pattugliarono l'area del forte sotto la direzione di Claude de Lorimier e Gilbert Tice. Il fiume Richelieu fu pattugliato da una goletta armata, la Royal Savage, agli ordini del tenente William Hunter, in attesa anche di altre imbarcazioni in costruzione.
Il forte stesso, situato sulla sponda occidentale del fiume, era formato da due ridotte di terra, distanti 180 m, circondate da una trincea larga 2 m e profonda 2,5 m e protette da cavalli di Frisia. La ridotta meridionale era circa di 80 m per 65 m e conteneva sei edifici, incluse cucine e magazzini. La ridotta settentrionale era un po' più larga, con due magazzini in pietra che fungevano da caserme. I difensori eliminarono tutta la vegetazione per centinaia di metri attorno al forte per assicurarsi uno spazio di tiro libero. Avevano inoltre costruito una palizzata in legno a ovest delle ridotte e scavato una trincea che portava dalla palizzata alle ridotte, per poter comunicare con facilità. Il fianco orientale del forte si affacciava al fiume, dove vi era un molo e un ancoraggio sicuro per la Royal Savage.

## La battaglia

### Il primo approccio

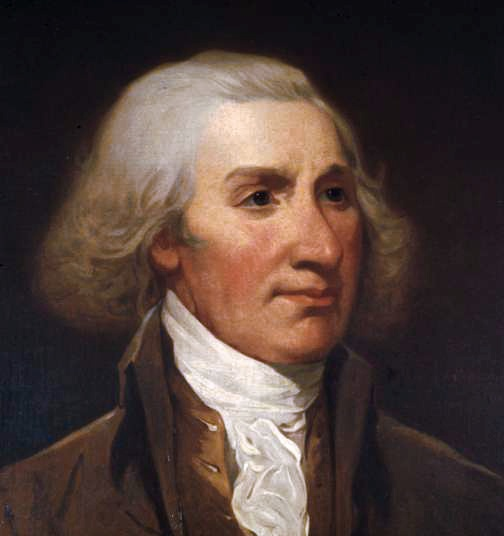
Il generale Philip Schuyler

#### Le schermaglie con i nativi
Il 6 settembre, i generali Schuyler e Montgomery guidarono alcuni uomini sulle chiatte fino ad un approdo ad un chilometro e mezzo verso la fonte del fiume. Schuyler rimase alle barche mentre Montgomery condusse una parte degli uomini nella terra paludosa vicino al forte. Lì, furono colti di sorpresa da circa 100 nativi, al comando di Tice e Lorimier. Nella schermaglia che ne seguì, gli americani persero 8 uomini e 9 rimasero feriti, mentre i nativi persero 4 uomini e 5 furono feriti, compreso Tice. Gli americani, miliziani poco addestrati, ripiegarono alle barche, dove eressero delle difese improvvisate per protezione. I difensori, al forte, vedendo ciò, aprirono il fuoco con i cannoni, obbligando i coloniali ad allontanarsi di un altro chilometro e mezzo lungo il fiume dove si accamparono per la notte. Gli indiani, risentiti che nessun soldato britannico del forte, né alcun abitante, abbiano dato il loro supporto al combattimento, se ne tornarono alle loro case.
Al campo, Schuyler fu visitato da un abitante locale, che alcuni storici ritengono fosse Moses Hazen. Hazen, ufficiale in pensione nato nel Massachusetts che viveva vicino al forte, dipinse un ritratto della loro situazione. Disse a Schuyler che il forte era difeso dall'intero 26º Reggimento e da cento nativo-americani, ben armati e pronti per l'assedio. Riferì inoltre che gli abitanti, nonostante favorevoli alla causa rivoluzionaria, non erano disposti ad aiutare gli americani senza una buona prospettiva di una vittoria. Schuyler tenne un consiglio di guerra il 7 settembre, in cui si decise di ritirare le truppe a Île-aux-Noix. Tuttavia, il giorno seguente, giunsero i rinforzi: altri 800 uomini, inclusi i miliziani del Connecticut, sotto il comando di David Wooster, e di New York con dell'artiglieria. Rincuorati dall'arrivo, decisero di rimanere e procedere con il favore delle tenebre verso il forte. La malattia di Schuyler, nel frattempo, si aggravò, così tanto da "non essere in grado di tenere la penna", e consegnò il comando dell'esercito a Montgomery.
I rapporti su questo primo scontro furono spesso ampiamente esagerati, con alcuni locali che ne parlavano come una sorta di vittoria. Il "Québec Gazette", per esempio, riportava che 60 indiani avevano respinto 1 500 coloniali, uccidendone 30 e ferendone 40. A seqgito di ciò, il generale Carleton ordinò a tutti i comuni vicini di inviare il dieci percento dei loro miliziani, molti dei quali però non vollero andare. Per il 7 settembre, circa 120 uomini furono radunati e poi inviati al forte Saint-Jean.

#### La propaganda e il reclutamento

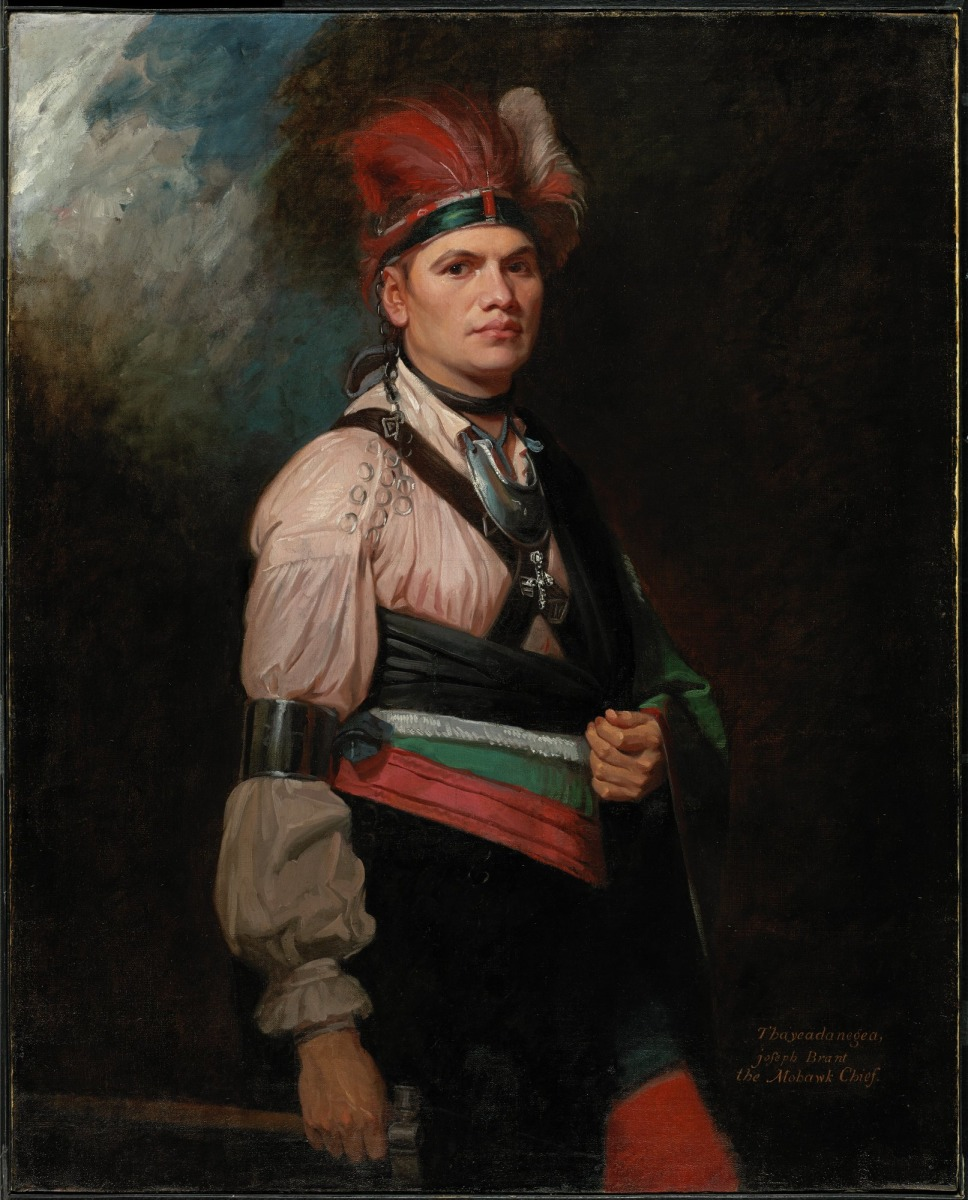
Joseph Brant

L'8 settembre, Schuyler inviò Ethan Allen, che ora era un volontario poiché era stato deposto come capo dei Green Mountain Boys da Seth Warner, e John Brown a far circolare una proclamazione annunciante l'arrivo degli americani e il loro desiderio di liberare i canadesi dal dominio britannico. Allen e Brown viaggiarono per tutti i paesi tra Saint-Jean e Montréal, dove furono ben ricevuti e protetti. James Livingston, un commerciante di grano e parente della moglie di Montgomery, cominciò a reclutare la milizia locale vicino a Chambly, arrivando a circa 300 uomini.
Allen visitò inoltre il villaggio dei Caughnawaga, da cui ricevette l'assicurazione della loro neutrale. I Caughnawaga erano stati soggetti ad una propaganda bellica dell'agente anglo-indiano Guy Johnson che aveva tentato di convincerli, assieme ad altre tribù della Confederazione irochese, a prendere le armi contro gli americani. Tuttavia, Schuyler aveva negoziato con successo un accordo, in agosto, ottenendo che la maggior parte degli irochesi sarebbero rimasti imparziali. La notizia di questo accordo giunse Caughnawaga il 10 settembre; quando Carleton e Johnson vennero a conoscenza dell'accordo, Johnson inviò Daniel Claus e Joseph Brant per convincere i Caughnawaga ma non ci riuscirono.

### Il secondo approccio

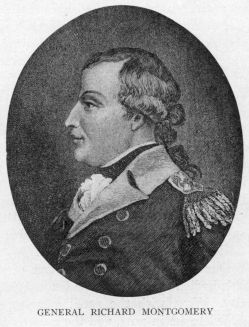
Il generale Richard Montgomery

La notte del 10 settembre, Montgomery guidò 1 000 uomini di nuovo all'attacco, ritornando sul luogo del primo sbarco con le barche. Nella confusione dell'oscurità e del fango, alcuni uomini rimasero separati dal gruppo. Quando si rincontrarono si creò il panico, poiché tutti credettero di aver incrociato il nemico. Dopo mezz'ora nel fango, fecero ritorno al luogo dell'approdo. Montgomery, che era rimasto alle barche, fece avanzare di nuovo le truppe. Questa volta, l'avanguardia incontrò alcuni indiani e abitanti, finendo nuovamente nel panico. Due dei "nemici" rimasero uccisi e i soldati eseguirono ancora una volta una ritirata disordinata fino alle barche, senza che il loro comandante, il colonnello Rudolphus Ritzema, fosse in grado di fermarli.
Mentre i comandanti discutevano sul successivo movimento delle truppe, giunse voce che la nave da guerra britannica Royal Savage stesse arrivando. La notizia fece ripiegare disordinatamente le truppe fino a Île-aux-Noix, durante la quale i comandanti furono lasciati indietro.
Un terzo tentativo fu pianificato per il 13 settembre ma il clima avverso obbligò ad un rinvio al 16. Per quel giorno la salute del generale Schuyler era così aggravata dalla malattia che dovette essere ricondotto al forte Ticonderoga. Partì proprio il 16 settembre, consegnando il pieno comando a Montgomery. Il generale non fu l'unico ad ammalarsi infatti molti dei suoi uomini si contrassero la malaria nel territorio circostante Île-aux-Noix. Tuttavia, giunsero a rinforzo 250 uomini, una compagnia di Green Mountain Boys, sotto il comando di Seth Warner, e un'altra compagnia del New Hampshire, agli ordini del colonnello Timothy Bedel.

### L'inizio dell'assedio
Il 17 settembre, l'esercito di Montgomery sbarcò a sud del forte e il generale inviò John Brown e alcuni uomini a bloccare la strada diretta a nord, verso Montréal. Alcune imbarcazioni minori furono messe a guardia del fiume, nel caso arrivasse la Royal Savage.
Brown e i suoi uomini quel giorno stesso catturarono una carovana con rifornimenti diretti al forte. Preston, visto ciò che era accaduto, inviò alcuni uomini per cercare di recuperare qualcosa, tuttavia, Brown e i suoi ebbero il tempo di nascondere i rifornimenti nei boschi e di ritirarsi, prima che la voce dell'accaduto giungesse al grosso dell'esercito. Montgomery, assieme a Bedel e la sua compagnia, corse in soccorso di Brown e riuscirono a respingere gli inglesi nel forte senza che potessero recuperare nulla. Nel frattempo, Moses Hazen fu dapprima catturato ed interrogato da Brown e poi venne arrestato nuovamente dagli inglese che lo condussero al forte. Quella notte Hazen e Lorimier, l'agente anglo-indiano, se ne andarono dal forte e si diressero a Montréal, per fare rapporto sulla situazione a Carleton.

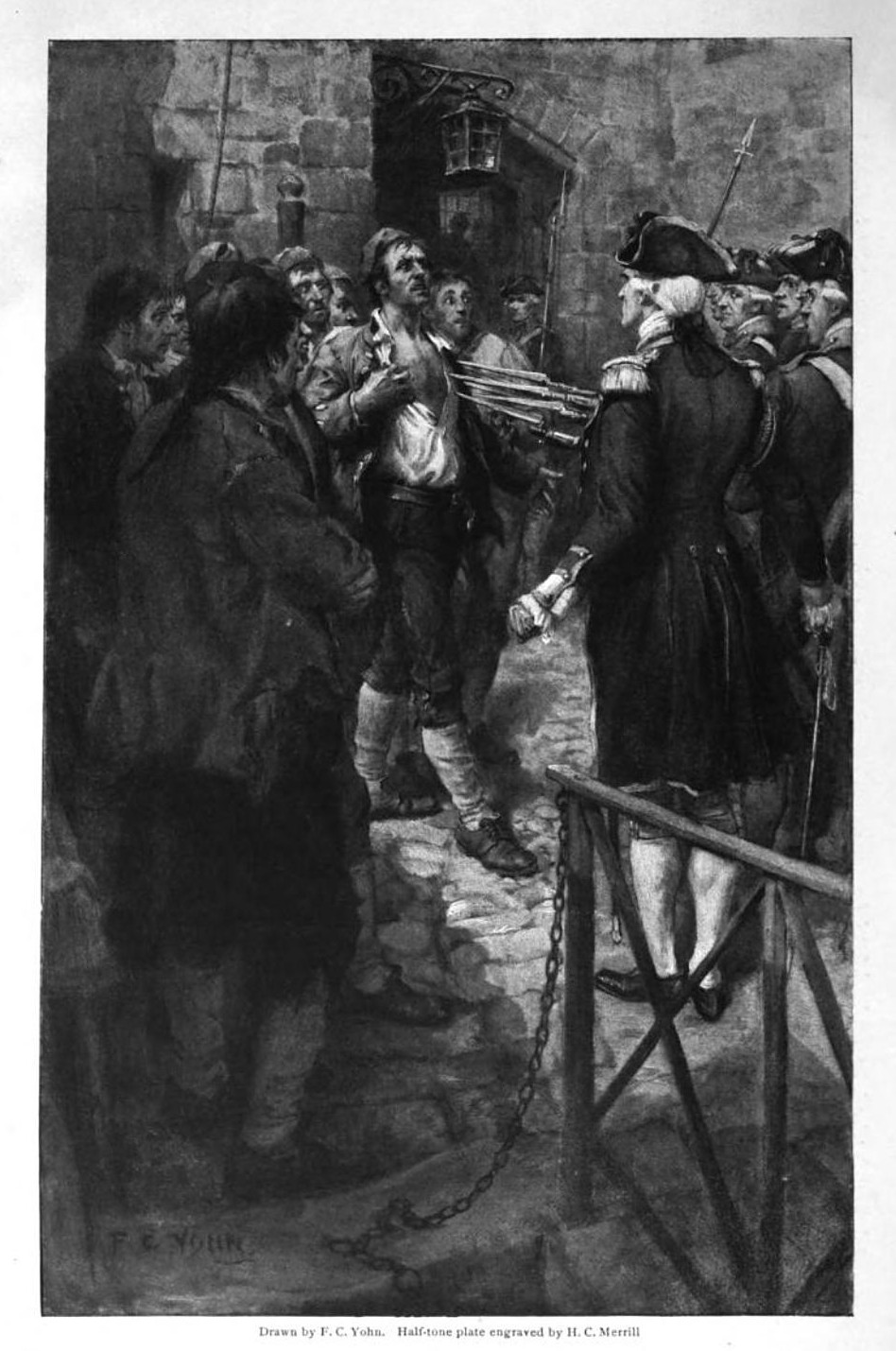
Ethan Allen e i suoi rapitori a Montréal

Montgomery cominciò a trincerare le sue truppe attorno al forte, il 18 settembre, e a posizionare la batteria di mortai a sud del forte. Ordinò inoltre a Brown di stabilire una postazione a La Prairie, uno dei siti dove vi era un guado del fiume San Lorenzo a Montréal. Ethan Allen giunse con una piccola compagnia per prelevare i canadesi che Livingston aveva reclutato e condurli a monitorare Longueuill, l'altro principale guado del fiume. Livingston aveva stabilito una base a Point-Olivier, presso il forte Chambly, alla base di alcune rapide del fiume, e premeva i suoi compatrioti di raggiungerlo lì. Alcuni lealisti cercarono di dissuadere la gente ad unirsi a Livingston ma i suoi supporter si opposero, a volte violentemente, ai lealisti che fuori città non venivano protetti dai soldati di Carleton.
Allen, che era già diventato famoso per la cattura del forte Ticonderoga, decise, quando raggiunse Longueuil il 24 settembre, di tentare anche la cattura di Montréal. Nella battaglia di Longue-Pointe, del giorno seguente, l'attacco alla città fallì con la cattura britannica di Allen e alcuni suoi uomini. L'avvicinamento di Allen alla città ebbe come risultato l'arruolamento di circa 1 200 uomini dalle campagne circostanti Montréal. Carleton fallì però nell'usare questi uomini leali alla Corona inglese per inviare una spedizione per rompere l'assedio a Saint-Jean. Dopo diverse settimane senza azioni da parte dei britannici, a parte l'arresto del mercante pro-ribelli Thomas Walker, gli uomini provenienti dalle campagne tornarono alle loro case per seguire il loro raccolto.
Le condizioni a cui erano sottoposti i costruttori delle opere assedio furono difficili. Il terreno era fangoso e le trincee rapidamente si riempirono d'acqua fino alle ginocchia dei soldati. Montgomery descrisse il suo esercito come "ratti mezzo annegati che strisciavano attraverso una palude." A peggiorare le cose, il cibo e le munizioni si stavano esaurendo e i britannici non sembravano soffrire dei bombardamenti d'artiglieria americani. Anche le malattie influenzarono l'efficienza degli assedianti: a metà ottobre, più di 900 uomini furono inviati indietro al forte Ticonderoga, a causa dei malanni. Nei primi giorni dell'assedio, i difensori ottennero vantaggio dal terreno che avevano disboscato per vedere bene gli eventuali assedianti. Il maggiore Preston scrisse sul suo diario, il 23 settembre, che "un disertore [ci disse] che il nemico sta erigendo delle batterie e noi li infastidiamo quanto più possiamo con i proiettili." Infatti, prima che cannoni più potenti giungessero dal forte Ticonderoga, gli assediati godettero di una potenza di fuoco notevolmente vantaggiosa.

### L'arrivo dell'artiglieria
Il 6 ottobre, un cannone soprannominato "Old Sow" ("Vecchia Scrofa") giunse dal forte Ticonderoga. Posizionato il giorno seguente, cominciò subito a bersagliare il forte mentre Montgomery cominciò a pianificare dove posizionare una seconda batteria. Mentre inizialmente voleva posizionarla a nord-ovest del forte, il suo staff lo convinse a posizionarla sulla sponda orientale del fiume Richelieu, da dove avrebbe potuto colpire il molo e la Royal Savage. La postazione di questa batteria, la cui costruzione fu ostacolata da una galea armata inviata dal forte, fu completata il 13 ottobre e divenne opetativa il giorno seguente. Il giorno dopo ancora, la Royal Savage giaceva in rovina accanto al forte. Il suo comandante, anticipando la distruzione, ordinò che fosse ancorata in modo da poter recuperare i rifornimenti e gli armamenti della nave.

### La presa di Fort Chambly

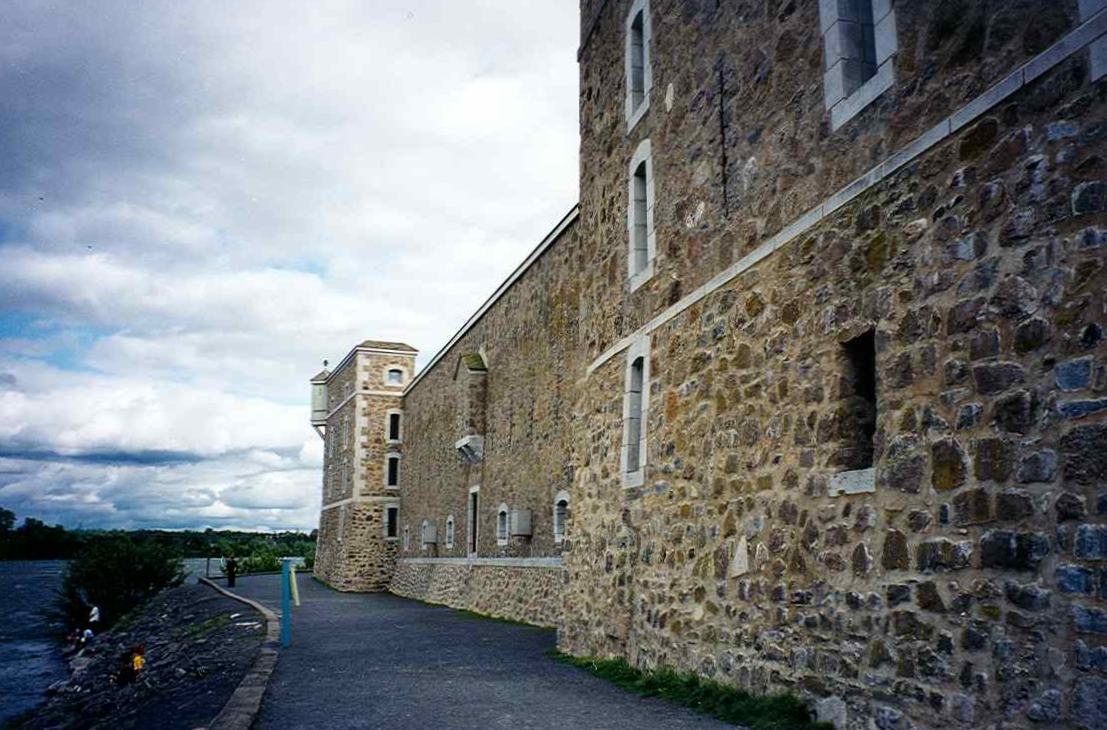
Le mura del forte Chambly

James Livingston avanzò a Montgomery l'idea di prendere il forte Chambly, vicino all'accampamento dei suoi uomini. Uno dei capitani di Livingston, Jeremy Duggan, aveva spostato, il 13 settembre, due cannoni da 4 kg vicino al forte Chambly e questi furono usati poi contro il forte stesso. Il comandante del forte, il maggiore Joseph Stopford, e i suoi 82 uomini, la maggior parte dal 7º Reggimento Fanti, si arresero il 18 ottobre, dopo due giorni di bombardamento. Ancora peggio fu che Stopford non riuscì a distruggere i rifornimenti del forte che furono vitali per gli americani, soprattutto la polvere da sparo e le provvigioni per l'inverno. Sei tonnellate di polvere da sparo, 6 500 cartucce da moschetto, 125 moschetti, 80 barili di farina e 272 barili di prodotti alimentari finirono in mano ai miliziani.
Timothy Bedel negoziò un cessate-il-fuoco con il maggiore Preston in modo da poter portar via i prigionieri al forte Chambly. La perdita del forte ebbe pesanti effetti sul forte Saint-Jean: alcuni miliziani leali agli inglesi desiderarono arrendersi ma Preston non lo permise. Montgomery ora poté posizionare la batteria a nord-ovest di Saint-Jean e alla fine del mese i cannoni cominciarono a sparare sul forte.

### Il tentativo d'aiuto di Carleton

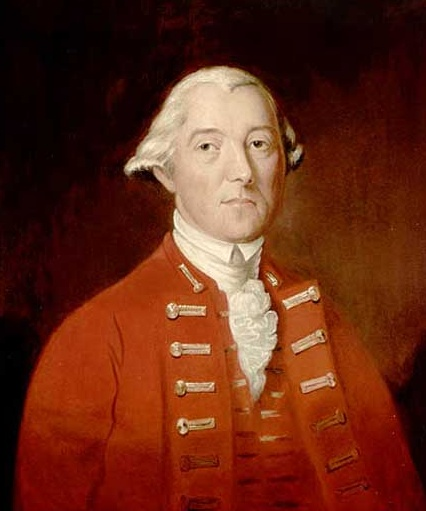
Il generale Guy Carleton

A Montréal, Carleton si decise ad agire e, sotto costanti critiche per aver atteso troppo e con poca fiducia da parte dei lealisti, ideò un piano d'attacco. Inviò una lettera al colonnello Allan Maclean a Québec City di muoversi con i suoi Royal Highland Emigrants e altri miliziani di Sorel, da dove si sarebbe diretto verso Saint-Jean lungo il fiume Richelieu, mentre Carleton avrebbe guidato altri soldati attraverso il San Lorenzo, fino a Longueuil.
Maclean raggruppò circa 180 uomini e diversi miliziani. Quando raggiunsero Sorel, il 14 ottobre, il loro numero era salito a 400 uomini, reclutati durante il viaggio anche con l'uso di tattiche minacciose. La sua speranza e quella di Carleton era di riunirsi il 30 ottobre, lo stesso giorno in cui Carleton tentò di far sbarcare 1 000 uomini a Longueuil, tentativo che venne respinto dagli americani. Alcune delle barche inglesi erano riuscite ad approdare ma la maggior parte furono respinte dal fuoco d'artiglieria di Seth Warner, che comandava i cannoni presi a Chambly.
Maclean tentò di avanzare ma i suoi miliziani cominciarono a disertare mentre le forze di Brown e Livingston continuavano a crescere di numero. Si ritirò quindi a Sorel e fece ritorno a Québec City.

### La resa
A fine ottobre, le truppe americane si rafforzarono ulteriormente con l'arrivo di 500 uomini da New York e dal Connecticut, incluso il generale David Wooster. Questa notizia, assieme alla nuova batteria addestrata al forte Chambly, alla notizia del tentativo di soccorso fallito e ai sempre meno rifornimenti rimasti resero la situazione al forte Saint-Jean abbastanza spaventosa.

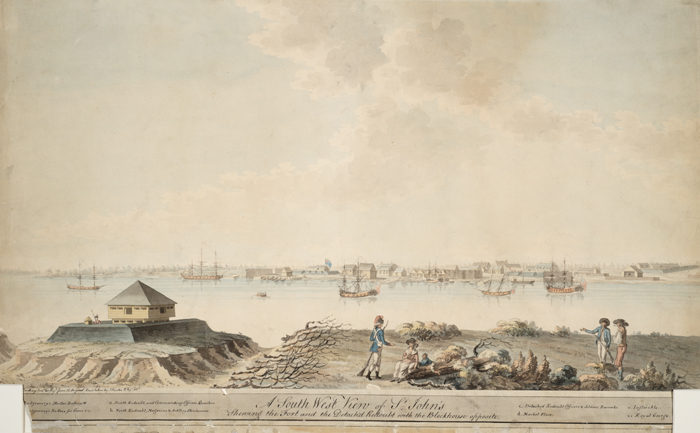
Un acquerello del 1790 in cui si vede il forte Saint-Jean e l'HMS Royal Savage

Il 1º novembre, Montgomery inviò un'ambasceria, nella fattispecie un prigioniero catturato nel fallito tentativo di Carleton, al forte. L'uomo consegnò una lettere, nella quale Montgomery, sottolineando che per loro la posizione non sarebbe migliorata, offrì di negoziare una resa. Preston, non fidandosi completamente di quell'uomo, inviò un suo capitano per conferire con Montgomery. La controfferta, rifiutata da Montgomery, a causa del ritardo con cui la stagione arrivava, era di accettare una tregua per quattro giorni, dopo la quale la guarnigione si sarebbe arresa se non fosse giunto alcun soccorso. Montgomery fece esaminare al capitano un altro prigioniero della spedizione di Carleton che confermò quanto accaduto e già detto dal primo. Montgomery quindi rioffrì la resa immediata per il giorno seguente.
Le truppe di Preston marciarono fuori dal forte e consegnarono le armi il 3 novembre, con i soldati regolari in alta uniforme per la parata. In tutto, si arresero 536 soldati e ufficiali inglesi, 79 miliziani canadesi e 8 volontari inglesi.

## Le conclusioni
In seguito alla notizia della resa del forte Saint-Jean, Carleton cominciò immediatamente i preparativi per lasciare Montréal. Partì l'11 novembre, due giorni prima che gli americani entrassero in città senza trovare opposizione. Scampato per poco alla cattura, quando la sua flotta fu costretta ad arrendersi dopo essere stata minacciata dall'artiglieria a Sorel, si diresse a Québec City per preparare le difese della città.
Su entrambi gli schieramenti, le perdite durante l'assedio furono minime ma l'Esercito Continentale soffrì una significativa riduzione delle forze a causa delle malattie. Oltretutto, il lungo assedio costrinse l'esercito rivoluzionario a dirigersi su Québec City ad inizio inverno con molti degli uomini a fine servizio al termine dell'anno. Richard Montgomery fu promosso il 9 dicembre 1775 grazie al successo ottenuto al forte Saint-Jean e Montréal. Tuttavia, non venne mai a saperlo: la notizia infatti giunse al suo campo, fuori Québec City, dopo la sua morte, avvenuta il 31 dicembre, durante la battaglia di Québec.